# 산폴로 광장

산폴로 광장

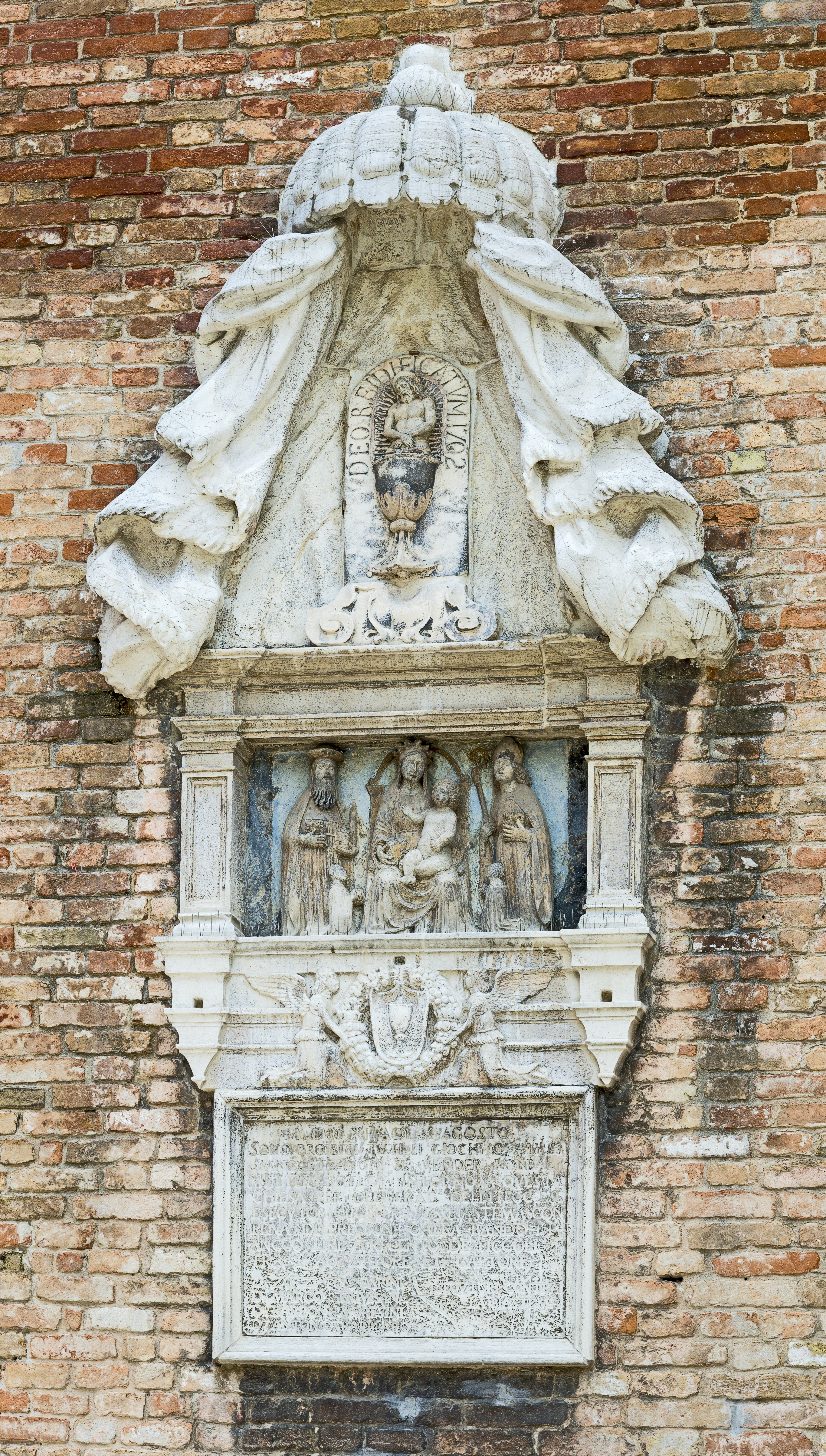
게임 금지의 판.

산폴로 광장(이탈리아어: Campo San Polo 캄포 산폴로[*])은 이탈리아 북동부 베네치아에 위치한 광장이다. 베네치아에서 산마르코 광장 다음으로 크다. 산폴로 광장에는 다음과 같은 건축물이 있다.
- 산폴로 교회
- 티에폴로 궁전
- 소란초 궁전
- 도나 궁전
- 코네르 모체니고 궁전